# Rothschildia stuarti
Rothschildia stuarti är en fjärilsart som beskrevs av Rothschild och Jordan 1901. Rothschildia stuarti ingår i släktet Rothschildia och familjen påfågelsspinnare. Inga underarter finns listade.